# Federico Curiel
Pour les articles homonymes, voir Curiel.
Federico « El Pichirilo » Curiel (né le 19 février 1917 à Monterrey - décédé le 17 juin 1985 à Cuernavaca) est un acteur, réalisateur, scénariste, producteur de cinéma mexicain. Il était également dessinateur et auteur-compositeur. Il a dirigé plusieurs films d'El Santo ainsi que d'autres films de lutteurs masqués.

## Filmographie

### Comme réalisateur
- 1960 : Neutrón, el enmascarado negro
- 1960 : La Maldición de Nostradamus
- 1961 : Aventuras del látigo negro
- 1961 : Con la misma moneda
- 1961 : La Maldición de Nostradamus
- 1961 : La Sangre de Nostradamus
- 1961 : Santo contra el Rey del Crimen
- 1961 : Santo en el hotel de la muerte
- 1961 : Santo contra el cerebro diabólico
- 1962 : Cazadores de cabezas
- 1962 : Dinamita Kid
- 1962 : El Destructor de monstruos
- 1962 : Nostradamus, el genio de las tinieblas
- 1962 : El Látigo negro contra los farsantes
- 1962 : La Barranca sangrienta
- 1962 : La Marca del gavilán
- 1962 : La Muerte pasa lista
- 1962 : La Venganza del resucitado
- 1962 : Los Autómatas de la muerte
- 1962 : Los Encapuchados del infierno
- 1962 : Neutrón el enmascarado negro
- 1962 : Sangre sobre el ring
- 1963 : Aventuras de las hermanas X
- 1963 : El Tesoro del rey Salomón
- 1963 : Las Vengadoras enmascaradas
- 1963 : Neutrón contra el Dr. Caronte
- 1963 : Secuestro en Acapulco
- 1963 : Tin-Tan el hombre mono
- 1964 : Juicio contra un ángel
- 1964 : Las Dos galleras
- 1964 : Las Hijas del Zorro
- 1964 : Las Invencibles
- 1966 : Le Sorelle Zorro
- 1967 : Demonios sobre ruedas
- 1967 : El Imperio de Dracula
- 1967 : Retablos de la Guadalupana
- 1968 : Arañas infernales
- 1968 : La Sombra del murciélago
- 1968 : Los Canallas
- 1968 : María Isabel
- 1969 : Enigma de muerte
- 1969 : Las Vampiras
- 1969 : Super Colt 38
- 1969 : Valentin Armienta el vengador
- 1970 : Cruz de amor
- 1970 : El Amor de María Isabel
- 1970 : La Venganza de las mujeres vampiro
- 1970 : Quinto patio
- 1970 : Santo contra la mafia del vicio
- 1970 : Las Momias de Guanajuato
- 1971 : Misión suicida
- 1971 : Los Campeones justicieros
- 1971 : Ssuperzam el invencible
- 1972 : Nino
- 1972 : Vuelven los campeones justicieros
- 1973 : Santo contra los secuestradores
- 1975 : El Caballo del diablo
- 1975 : Me caiste del cielo
- 1977 : Carita de primavera
- 1977 : Dios los cría
- 1977 : Oro negro
- 1978 : El Andariego
- 1980 : Ay Chihuahua no te rajes!
- 1980 : Dos hermanos murieron
- 1980 : El Jinete de la muerte
- 1981 : Contacto Chicano
- 1981 : Las Musiqueras
- 1982 : El Canto de los humildes
- 1982 : La Sangre de nuestra raza
- 1982 : Los Cuates de la Rosenda
- 1982 : Presos sin culpa
- 1983 : El Asesino
- 1983 : Hombres de tierra caliente
- 1984 : Bohemios de aficion
- 1984 : La Silla vacía

### Comme scénariste
- 1958 : El Látigo negro
- 1958 : El Misterio del látigo negro
- 1959 : El Ánima del ahorcado contra el latigo negro
- 1960 : Neutrón, el enmascarado negro
- 1961 : Aventuras del látigo negro
- 1961 : El Fistol del diablo
- 1961 : Juego diabólico
- 1961 : Santo contra el Rey del Crimen
- 1961 : Santo en el hotel de la muerte
- 1961 : Santo contra el cerebro diabólico
- 1962 : Cazadores de cabezas
- 1962 : Dinamita Kid
- 1962 : El Ataúd infernal
- 1962 : El Barón del terror
- 1962 : Nostradamus, el genio de las tinieblas
- 1962 : El Terrible gigante de las nieves
- 1962 : La Barranca sangrienta
- 1962 : La Venganza del resucitado
- 1962 : Los Autómatas de la muerte
- 1962 : Los Encapuchados del infierno
- 1962 : Sangre sobre el ring
- 1963 : Aventuras de las hermanas X
- 1963 : El Monstruo de los volcanes
- 1963 : La Cabeza viviente
- 1963 : La Garra del leopardo
- 1963 : Las Vengadoras enmascaradas
- 1963 : Neutrón contra el Dr. Caronte
- 1963 : Secuestro en Acapulco
- 1964 : El Asalto
- 1964 : Las Hijas del Zorro
- 1964 : Las Invencibles
- 1965 : La Maldición del oro
- 1968 : Las Sicodélicas
- 1968 : Los Asesinos
- 1969 : Las Vampiras
- 1969 : Super Colt 38
- 1970 : Quinto patio
- 1970 : Simplemente vivir
- 1971 : Ssuperzam el invencible
- 1975 : El Caballo del diablo
- 1975 : Me caiste del cielo
- 1977 : Carita de primavera
- 1977 : Dios los cría
- 1977 : Oro negro
- 1978 : El Andariego
- 1978 : Picardia mexicana
- 1980 : Ay Chihuahua no te rajes!
- 1982 : La Sangre de nuestra raza

### Comme acteur
- 1949 : No me defiendas compadre de Gilberto Martínez Solares
- 1951 : Roberto la Douceur de Fernando Méndez
- 1951 : Los Apuros de mi ahijada de Fernando Méndez
- 1952 : El Lobo solitario de Vicente Oroná
- 1952 : La Justicia del lobo de Vicente Oroná
- 1952 : Los Hijos de nadie (Dos caminos) de Carlos Véjar hijo
- 1952 : Sígueme corazón de Raúl de Anda
- 1952 : Traigo mi 45 de Vicente Oroná
- 1952 : Vuelve el lobo de Vicente Oroná
- 1953 : Ahí vienen los gorrones de Gilberto Martínez Solares
- 1953 : No te ofendas, Beatriz de Julián Soler
- 1953 : El Jugador de Vicente Oroná
- 1953 : Frontera norte de Vicente Oroná
- 1955 : La Gaviota de Raúl de Anda
- 1956 : Bataclán mexicano de Raúl de Anda
- 1956 : Caras nuevas de Mauricio de la Serna
- 1956 : La Mort en ce jardin de Luis Buñuel
- 1956 : Los Gavilanes de Vicente Oroná
- 1957 : El Buen ladrón de Mauricio de la Serna
- 1957 : Mi influyente mujer de Rogelio A. González
- 1957 : Pablo y Carolina de Mauricio de la Serna
- 1958 : Échenme al gato d'Alejandro Galindo
- 1958 : El Látigo negro de Vicente Oroná
- 1958 : El Misterio del látigo negro de Vicente Oroná
- 1958 : El Último rebelde de Miguel Contreras Torres
- 1959 : 800 leguas por el Amazonas d'Emilio Gómez Muriel
- 1959 : Ando volando bajo de Rogelio A. González
- 1959 : El Ánima del ahorcado contra el latigo negro de Vicente Oroná
- 1960 : Dos hijos desobedientes de Jaime Salvador
- 1962 : El Barón del terror de Chano Urueta
- 1962 : Paraíso escondido de Mauricio de la Serna et Raphael J. Sevilla
- 1964 : Frente al destino de Juan José Ortega
- 1964 : Las Invencibles de lui-même
- 1968 : Los Canallas de lui-même
- 1969 : Mil máscaras de Jaime Salvador
- 1969 : Valentin Armienta el vengador de lui-même
- 1970 : La Venganza de las mujeres vampiro de lui-même
- 1971 : El Ídolo d'Alfredo B. Crevenna
- 1971 : Ssuperzam el invencible de lui-même
- 1972 : Mecánica nacional de Luis Alcoriza
- 1975 : Las Fuerzas vivas de Luis Alcoriza
- 1977 : Oro negro de lui-même
- 1984 : El Padre trampitas de Pedro Galindo III

### Comme producteur
- 1964 : Juicio contra un ángel de lui-même

## Récompenses et distinctions
- 1958 : Ariel d'Argent du meilleur second rôle pour El Buen ladrón de Mauricio de la Serna